# Crassula cymbiformis
Crassula cymbiformis là một loài thực vật có hoa trong họ Crassulaceae. Loài này được Toelken miêu tả khoa học đầu tiên năm 1985.